# Cjevonosnice
Cjevonosnice (Bubnjavke; lat. Procellariiformes) su red iz razreda ptica. One su morske ptice koje su letači na velike udaljenosti. Imaju kratak rep i izražene su ptice pučine. Većina dolazi na kopno isključivo radi gniježđenja. Žive na svim morima i oceanima svih klimatskih područja. 

## Osobine
Sve imaju neobično oblikovan kljun sastavljen od više uskih uzdužnih rožnatih dijelova. Na kljunu imaju završetak nosa u obliku dvije cjevčice (što im je i donijelo ime "cjevonoske", odnosno "cjevonosice") koje služe za izlučivanje soli iz morske vode koju uzmu zajedno s hranom. Osim toga, neke vrste mogu kroz te cijevčice poprskati potencijalnog napadača jednom uljnatom tekućinom vrlo ružnog mirisa što ga zbuni i odvrati od napada dovoljno dugo, da se ptica skloni. Time se često služe mladunci dok su još bespomoćni u gnijezdu.
Za cjevonosnice su osim toga tipični kratak vrat, kratak rep i kratke noge. Prednja tri prsta su međusobno spojena plivaćim kožicama. Mnoge vrste iz skupine cjevonosnica imaju, osim toga, duga i uska krila. Među najpoznatije spada svakako albatros lutalica koji sa svojim rasponom krila od preko tri metra ima najveći raspon krila od svih morskih ptica.
Cjevonosnice su izvrsno prilagođene dugotrajnom, ustrajnom letenju. One mogu prijeći vrlo velike udaljenosti kao i podnijeti vrlo jake oluje. Velike vrste, kao albatrosi pretežno jedre i pri tome koriste uzlazne zračne struje nad valovima. Zdepaste burnice, koje isto spadaju u red cjevonosnica, koriste pri letenju i lepršanje i jedrenje. Najveći raspon krila izmjeren je u jednog albatrosa koji je bio 3,63 metra.

## Ponašanje
Cjevonosnice se najčešće gnijezde u velikim kolonijama. Pojedine kolonije mogu imati i do milijun parova. Većina vrsta se svake godine vraća na gniježđenje na isto mjesto, gdje se pari s istim partnerom (monogamne su). Ženka polaže uvijek samo jedno jaje. Neke vrste grade prava gnijezda, dok druge koriste jednostavno udubljenje u zemlji ili pukotinu u stijeni. 
Hrane se ribama, glavonošcima i meduzama. Mladunčad hrane vrlo hranjivim želučanim uljem koje se nakon probavljanja hrane zadržava u želucu roditelja. Oni to mogu i duže vrijeme zadržavati u želucu.

## Sistematika
Unutar ovog reda razlikuju se četiri porodice:
- Albatrosi (Diomedeidae)
- Južne burnice (Oceanitidae)
- Burnice (Hydrobatidae)
- Zovoji  (Procellariidae)

## Vanjske poveznice
|  | Zajednički poslužitelj ima još gradiva o temi Cjevonosnice |
|  | Wikivrste imaju podatke o taksonu Cjevonosnicama           |